# 博图里采集中营
博图里采集中营（德語：UWZ Lager Lebrechtsdorf– Potulitz，原意为“博图里采安置营”）是第二次世界大战期间納粹德國在德占波兰納克沃附近的博图里采建立的集中营。博图里采集中营起初是施图特霍夫集中营的附属集中营，直至1941年秋季。1942年1月，博图里采集中营成为完全独立的集中营。据估计到1944年末为止，共有2.5万名囚犯曾进入过该集中营。博图里采集中营还因作为波兰儿童拘留中心而闻名：纳粹德国利用拘留的儿童实施强制德國化的实验。

## 起源

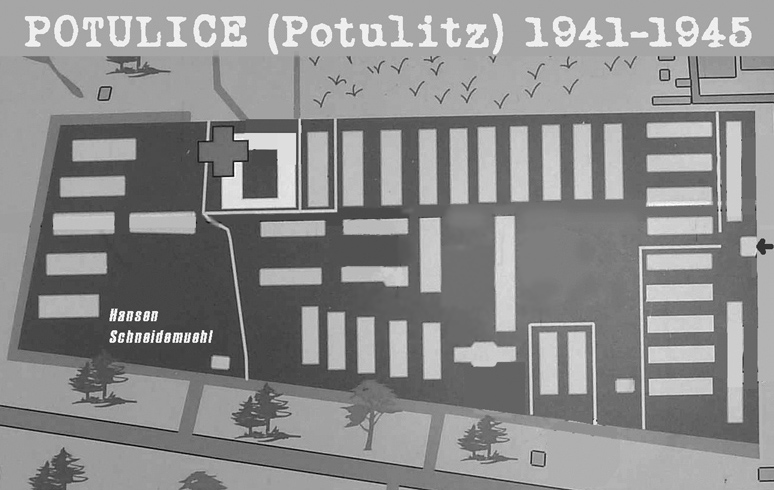
博图里采安置营扩张后的地图。汉森·施耐德穆尔车间位于左侧，由铁丝网栅栏隔开。工厂的六个车间负责修复Bf 109和Bf 110战斗机机翼。（博图里采博物馆）

博图里采集中营最初是众多波蘭人中转站之一，类似的中转站被德国当局用于处置波兰西部领土（被吞并入新成立的但泽－西普鲁士帝国大区）上被驱逐的波兰居民。这一对波兰人的强制迁移又被称作“生存空间”（Lebensraum），旨在为德意志裔居民腾出空间，使东欧地区的德意志裔“回归帝国”（Heim ins Reich）。集中营区很快扩张，包含了附近的一座隶属于施图特霍夫集中营的奴工附属营，为在该地设立的汉森·施耐德穆尔机器车间提供免费劳力。
博图里采被用于拘留波兰儿童，在该集中营的1,296名死者中有767名未成年人。1943年营区专门为儿童成立了一个特别单位，“博图里采东方少年保护营”（Ostjugendbewahrlager Potulitz）与“安置营”（Lager Lebrechtsdorf）的称谓开始出现在德国文档中。纳粹当局的一项德國化政策意图在儿童中测试纳粹假定的雅利安民族特质的种族纯粹性，并将儿童德国化；这一德国化政策与纳粹的种族主义理论导致德国官员在德占波兰有组织地绑架儿童，并安排到博图里采这样的集中营中。如果波兰儿童在测试中呈现种族纯粹性，且被认为已经切断了和父母的情感联系的话，该童将会被送往德国家庭实施德国化。党卫队种族与安置办公室（SS Rasse und Siedlungshauptamt RuSHA）负责实施这一德国化行动。
博图里采集中营被正式设计为劳改营，不受集中营管理部门的控制；但集中营内的条件和施图特霍夫集中营相仿。

## 奴工与惩戒

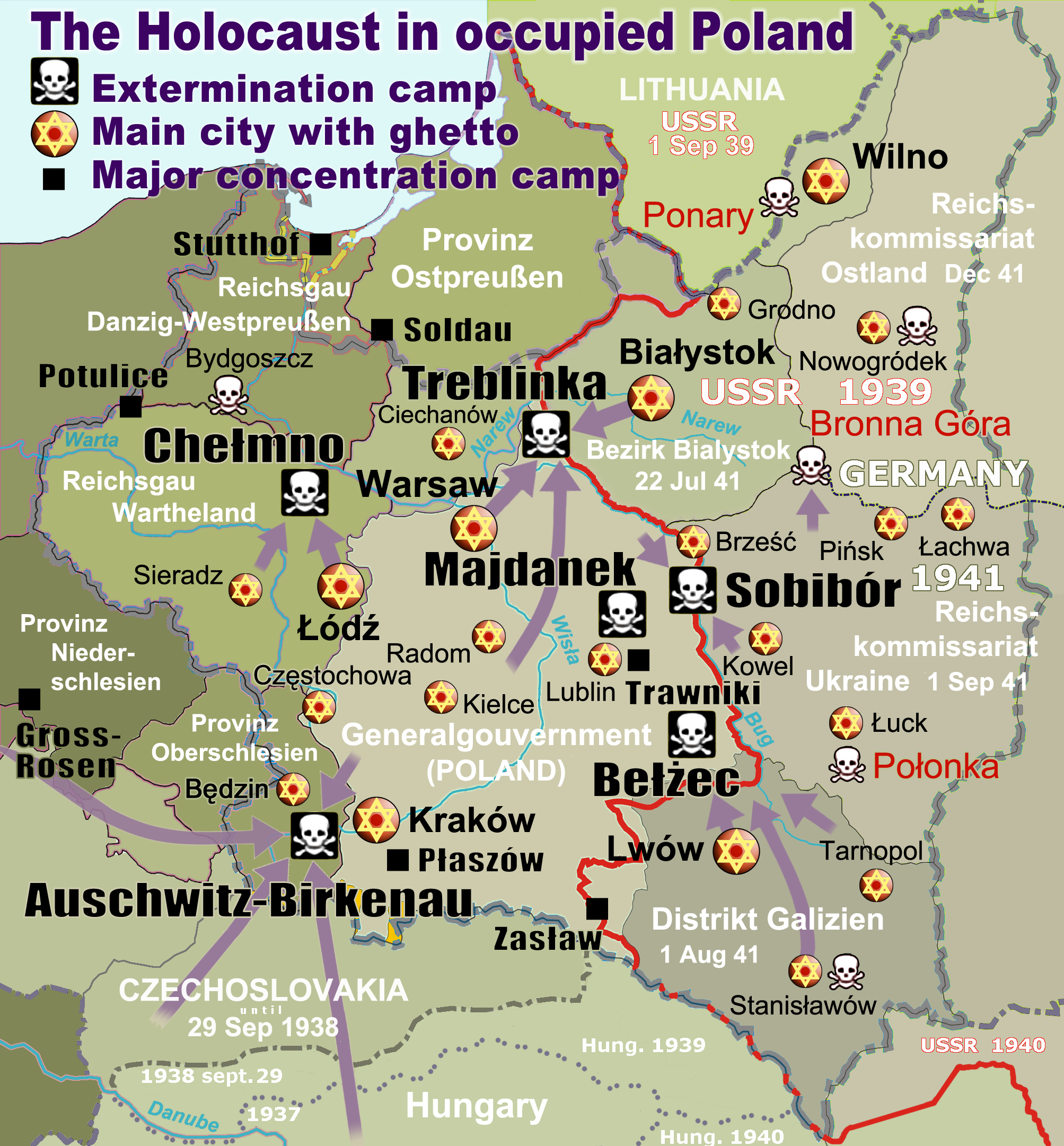
德占波兰境内的纳粹集中营地图。博图里采集中营位于地图左上角。

作为集中营生活的一部分，孩童们被迫从事奴隶工作。六岁以上的儿童被迫在集中营内工作；年满十三岁的孩童会被派往集中营外做工，甚至从事夜班工作。在囚監的监督下，他们主要负责搬运建筑材料或石头，或在火车站装载煤、木材和土豆。如果没有按照命令行事，即便是轻微的不服从行为，都面临残酷的惩罚。例如，当缺乏食物的孩子被安排去采摘浆果时，他们必须在工作后展示嘴巴。如果任何孩子有吃浆果的迹象，便会被用于抽打公牛的重鞭殴打。其它惩罚也是司空见惯的，譬如如在雨中罚站或站在松果上。无论一年中的哪个季节，所有的孩子都被迫在点名时仅穿内衣站立数小时，并且通常不穿鞋子。
一个孩子回忆起他在营地的煎熬：“出于饥饿，我和我六岁的朋友决定做两三个土豆，我们想在一个炉子里把它们烤了。几个德国人在警卫室看到我们这么干，于是他们就追我们。他们从我们那里没收了土豆，把我们带到了警卫室，德国人狠狠地打了我们。我们被皮鞭鞭打了，在鞭打重我昏了过去。我因为感觉到巨大的疼痛又醒了过来。我意识到德国人把我固定起来，其中一人正在用一根加热的铁棒在我的腿上挖洞。我开始尖叫然后再次晕了过去。”
孩子们还被拐杖打脸，被囚禁在一个充水过膝的地窖中，或被断食数天。濒临死亡的囚犯无法抵挡老鼠攻击的景象给许多人造成了创伤经历。德国警卫还实施心理折磨：譬如，饥饿的孩子被放在桌子旁，桌子上摆着面包、白菜和谷物。守卫们会拍摄这一景象的照片，之后便把食物从孩子眼前带走。该营地还迫使幼儿献血。营地里有时会有孩子出生，但他们疲惫不堪的母亲无法喂养他们，而且口粮配给总是供不应求。因此，在营地出生的婴儿通常体重约1公斤，几周后便会死亡。

## 暴行升级
随着战争持续，集中营的条件变得更加残酷和严厉，还引入了诸如站在碎玻璃上等处罚。1943年，来自斯摩棱斯克和维捷布斯克地区的543名儿童抵达集中营。有些孩子被当做普通囚犯对待，即使他们只有两岁大。由于孩子们患有伤寒病 ，德国人将他们安置在条件粗陋的独立营房中，营房之间以铁丝网隔开。到了1944年，集中营的条件达到了最残酷的阶段。儿童经常被称为“强盗的孩子”，被集中营人员殴打和脚踢，并被迫挖掘战壕。婴儿由年龄较大的儿童照顾。大多数儿童患有疾病，许多儿童因疲惫、虐待、饥饿或疾病而死亡。还有关于集中营人员蓄意谋杀儿童的证人陈述。一名目击者详细描述了他如何看到三个大约7岁的孩子被集中营附近的德国人淹死。根据该目击者的说法，德国人首先将孩子们扔进水渠，然后向他们扔砖头，看上去对此很满足。

## 统计
1948年12月联合国大会通过的《防止及惩治灭绝种族罪公约》列出的种族灭绝行为中，几乎所有行为都在博图里采发生过；唯一的例外是该集中营没有阻止遭受种族灭绝的族群的儿童出生。德国当局在占领波兰期间为了德国化而绑架的儿童人数从20,000多名（Heinemann 估计）到200,000名（波兰政府估计）不等。   据估计，至少有10,000人作为俘虏被谋杀，战后只有10-15％的人返回家中。  虽然博图里采集中营的正式定位为中转营地，但在战后应受害者的要求，博图里采于20世纪90年代被重新归类为集中营。波兰国家纪念研究所对此的立场是博图里采没有任何条件与一般的集中营不同。这一重新归类的决定非常重要，它直接影响战后德国对二战期间德国镇压受害者所支付的赔偿金状况。 

## 1945年后对该营地的使用
在第二次世界大战之后，该营地被波兰共产党当局用作拘留中心， 主要用于拘留人民名单上的“日耳曼族人”，包括定居者和大约180名战俘，以及来自波兰救国军和国家武装部队的反共波兰人 。该集中营在亲斯大林的波兰公安部管理下更名为博图里采中央劳改营 ，管理的车间和农场总面积为1,174.60公顷 。根据波兰公安部惩教处的记录，到1949年底为止大约有2,915名德国人死于劳改营，主要由于斑疹伤寒和痢疾疫情。 据德国来源称，1945年至1950年期间，约有3,500名德国人在劳改营中丧生。  

## 注解
1. 1 2 3  . Zabytki i ciekawe obiekty w Bydgoszczy i okolicy. Bydgoskie Stowarzyszenie Miłośników Zabytków "BUNKIER". October 2008  [July 25, 2012]. （原始内容存档于2014-10-09） （波兰语）.
2. ↑  Poles, Victims of the Nazi Era. （页面存档备份，存于） Holocaust-TRC.org.
3. ↑  Marian Trzebiatowski. . Fundacja NAJI GOCHE; Magazyn regionalny.   [July 25, 2012]. （原始内容存档于2020-08-06） （波兰语）.
4. ↑  .   [2012-08-01]. （原始内容存档于2012-08-01）.
5. ↑   A. Dirk Moses， 种族灭绝和定居者协会：澳大利亚历史上的边境暴力和被盗土着儿童
6. ↑  A. Dirk Moses， 种族灭绝和定居者协会（Google Print，p.260） （页面存档备份，存于） Berghahn Books，2004。
7. ↑  .   [2019-02-20]. （原始内容存档于2016-04-23）.
8. ↑  .   [2012-07-26]. （原始内容存档于2007-10-14）.. PAP (Polska Agencja Prasowa).
9. ↑  .   [2019-02-20]. （原始内容存档于2008-08-08）.
10. ↑  . Miesięcznik Forum Penitencjarne (monthly). Centralny Zarząd Służby Więziennej, Ministerstwo Sprawiedliwości. 2009  [July 26, 2012]. （原始内容 (Wayback Machine capture)存档于2009-06-23） （波兰语）.
11. ↑  G. Bekker, W. Stankowski. . Urząd Marszałkowski Województwa Kujawsko-Pomorskiego / Departament Edukacji, Sportu i Turystyki: 1 of 3. 2009  [July 25, 2012]. （原始内容 (PDF direct download, 942 KB)存档于2018-10-30） （波兰语）.
12. ↑  .   [2019-02-20]. （原始内容存档于2020-08-06）.
13. ↑  .   [2019-02-20]. （原始内容存档于2020-09-22）.